# 42 ق هـ
42 ق هـ هي السنة الثانية والأربعون السابقة للهجرة النبوية، وهي توافق ما بين سنتي 580 و581 حسب التقويم الميلادي، أي أنها بدأت في سنة 580م وانتهت في سنة 581م.

## مواليد
- طالب بن أبي طالب
- أبو حذيفة بن عتبة